# Mamo de Hawaii
El mamo de Hawaii (Drepanis pacifica) era un ocell (actualment extint) de la família dels fringíl·lids (Fringillidae).

## Hàbitat i distribució
Habitava boscos de les muntanyes de l'illa de Hawaii. Va ser observat per darrera vegada a l'any 1898.